# Alte Schirmfabrik (Krefeld)
Die Alte Schirmfabrik in Krefeld ist ein denkmalgeschütztes ehemaliges Industriegebäude in der Steinstraße 74–76 im nordrhein-westfälischen Krefeld. Heute wird die Anlage zu Wohnzwecken genutzt.

## Baubeschreibung
Das Gebäude ist dreigeschossig und T-förmig angelegt, wobei die ehemaligen Büroräume zur Straßenfront ausgerichtet sind und sich die Produktionsräume im straßenabgewandten Flügel befinden. Prägende Elemente der gelben Klinkerfassade im Neorenaissancestil sind die in den verschiedenen Stockwerken leicht variierenden Sandsteingewände und Klinkereinfassungen der großzügigen Fenster. Das oberste Stockwerk verfügt zudem über einen durchgängigen, fußbodenhohen Sims aus Sandstein mit darunter liegenden Schlusssteinen sowie Sandstein-Konsolen unter der Dachtraufe. Die rechtsseitige große Toröffnung auf der Straßenseite ist mit einem kassettierten Holztor verschlossen. Darüber hinaus sind die beiden äußeren der sieben Fensterachsen durch breitere Fenster und eine Ausführung als nur leicht vorspringende Risalite betont. Die innere Konstruktion beruht auf Stahlbeton-Kappengeschossdecken, die auf den massiven Außenmauern, einigen wenigen tragenden Innenwänden und sechs in der Gebäudemitte eingebauten Stahlträgern ruhen. An innerem Bauschmuck zeigen sich vor allem die Säulen und Schlosserarbeiten der historischen Haupttreppe hinter dem Eingangstor.

## Baugeschichte
Das Fabrikgebäude wurde 1896 errichtet und vom Unternehmen v. Haasen & Oppenheimer genutzt. Das umgebende Quartier war um 1840 angelegt worden und bereits zur Bauzeit der Fabrik dicht mit Wohnhäusern bebaut.
1980 endete der Produktionsbetrieb. In den folgenden Jahren kam es zu mehreren Eigentümerwechseln, die mit Konzepten zu einer neuen Nutzung verbunden waren. Keines davon wurde umgesetzt, auch wenn der letzte Eigentümer vor 2005 mit dem Umbau zu hochpreisigen Eigentumswohnungen begonnen hatte. 

### Wohnprojekt „Alte Schirmfabrik“
Im Mai 2005 erwarb die in Erkelenz ansässige Schleiff Denkmalentwicklung GmbH das knapp 1300 Quadratmeter große Grundstück per Zwangsversteigerung von einer Sparkasse. Bereits 2001 und 2003 war Schleiff an einem Kauf interessiert gewesen, aber nicht zum Zuge gekommen.
Das Konzept sah wegen der sozial schwierigen Wohnumgebung den Umbau zum Mietshaus mit Sozialwohnungen vor. Die Stadtverwaltung Krefeld befürwortete die Übernahme des Gebäudes und das Nutzungskonzept von Anfang an und unterstützte die Abstimmung mit den Denkmalschutzbehörden.
Nachdem im Frühjahr 2006 die Baugenehmigung erteilt war, begannen im Frühsommer die Arbeiten auf dem Gelände. Das Gebäude wurde bis auf wenige Innenwände mit tragender Funktion entkernt. Dabei traten deutliche Schäden durch den rund 25 Jahre langen Leerstand zu Tage. Das bestehende Treppenhaus im vorderen Gebäudeteil erhielt einen Aufzug als Ergänzung, ein weiteres Treppenhaus wurde im hinteren Gebäudeteil neu angelegt. Ansonsten war die Aufteilung der großen Etagenflächen in jeweils fünf Wohneinheiten der bedeutendste Eingriff im Gebäudeinneren. Außen blieb die historische Fensterstruktur erhalten. Die wesentliche Veränderung der Gebäudehülle war der Anbau von Balkonen an der Südseite des straßenabgewandten Flügels. 
Im April 2007 waren die Wohnungen bezugsfertig. Es handelt sich dabei um 15 Einheiten mit insgesamt gut 1200 Quadratmetern Wohnfläche, im Einzelnen zwischen 38 und 112 Quadratmetern. Die Umbaukosten werden mit knapp 1,8 Millionen Euro angegeben, von denen 1,6 Millionen als Darlehen aus der landeseigenen Wohnbauförderung stammen. Dies bringt eine 20-jährige Sozialbindung an einen niedrigen Mietzins mit sich.
2009 wurde das Umbauprojekt mit dem Krefelder Denkmalpreis ausgezeichnet.